# Тибетська кухня

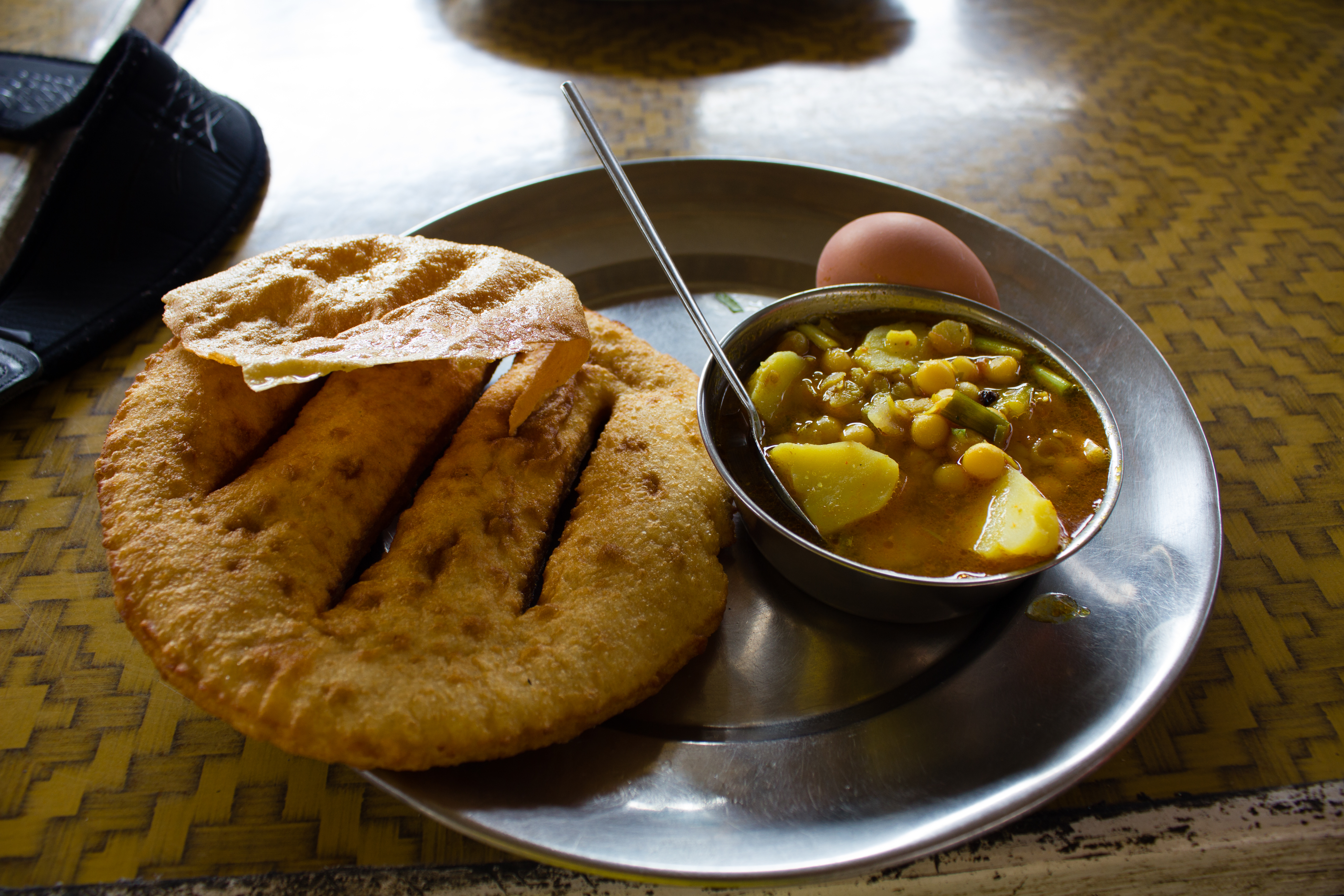
Простий тибетський сніданок

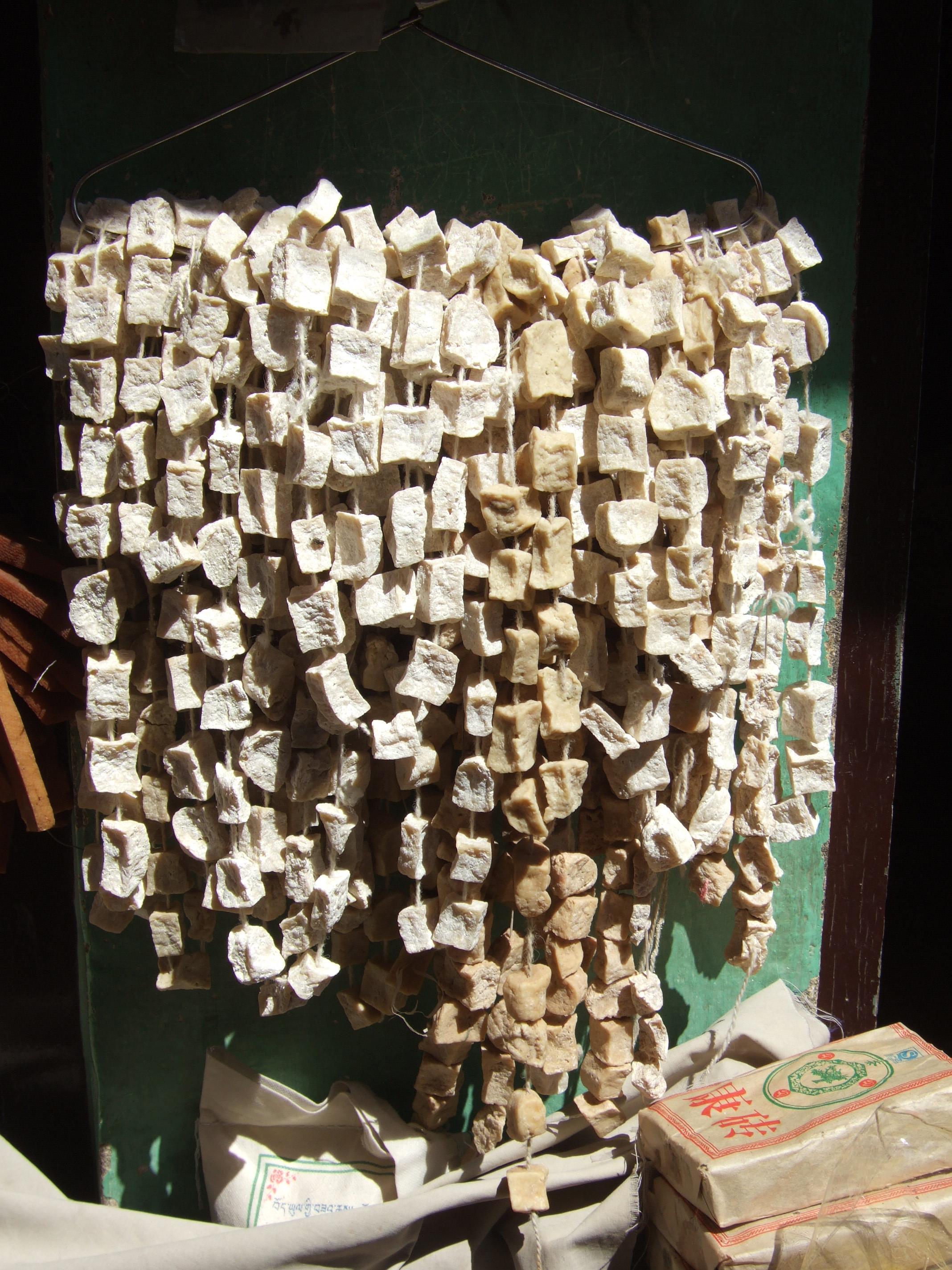
Різновид тибетського сиру

Тибетська кухня — помірна та збалансована, тибетці не зловживають прянощами і спеціями, що відрізняє її від інших східних. Вони їдять м'ясо і овочі у великій кількості. З овочів найпопулярніші — солодкий перець, морква, капуста, кукурудза, шпинат; з м'ясних продуктів — як і баранина. Найпоширеніше м'ясо — яка. Його готують особливим способом: варять, ріжуть на шматочки, додають цибулю, помідори, імбир, підсмажують і подають разом з хлібом або локшиною. Буддизм як релігія м'яка і терпима, не передбачає заборон на продукти, як наприклад, на свинину в мусульманстві. Їсти можна все. Тибетці практично не їдять фруктів і солодкого. Популярний національний десерт — це хмиз з медом. Риба і морепродукти в Тибеті непопулярні, їх там майже немає.

## Особливості прийому їжі
Церемонія прийому їжі зазвичай виглядає так: перед тим як сісти за стіл, всі вимовляють молитву. У центр ставиться велика таріль, і кожен кладе собі на тарілку рівно стільки, скільки зможе з'їсти. Їдять тибетці паличками, або ложкою. Алкоголь тибетці практично не вживають, оскільки він з молитвою не сполучається. Традиційний напій Тибету — так зване «рисове вино». Професія кухаря або кулінара в Тибеті не вважається престижною. Правда, гідна поваги. Кажуть, що чоловіки в цьому краю готують набагато краще, ніж жінки. Незважаючи на це, в звичайній родині «куховарить» жінка — берегиня домашнього затишку і вогнища. А ось у свята обов'язок домашнього кухаря бере на себе глава сім'ї — це священний обов'язок чоловіка.
Кожна закусочна і ресторанчик в таких містах як Лхаса, Шигацзе, Цзедан переповнені тибетськими традиціями і колоритом. На стінах висять атрибути культури, а в меню можна знайти споконвічно національні страви та напої. Найчастіше обідній стіл в таких містечках, а також в звичайних будинках робиться з дерева. Робота повинна бути виконана по-справжньому бездоганно, оскільки до трапези тибетці ставляться серйозно. Стіл прикрашений гарними малюнками та орнаментами, які просто неможливо переплутати з чимось ще.

## Цампа
Найпопулярнішою стравою тибетської кухні є Цампа (цам-па — тістоподібний м'якуш зразок хлібного, зліплений з обсмаженого ячмінного борошна, розведеного тибетським чаєм, іноді з додаванням тертого сиру яка). Слово Цампа в перекладі з тибетської буквально означає ячмінне борошно — «ЦАМ», вимішена, зліплена пальцями — «па». Цампа по консистенції і способу вживання чимось нагадує класичну молдавську мамалигу — страву, приготовану з кукурудзяного борошна (в давнину з пшона). Ячмінне борошно має ще й важливе релігійне значення. Під час проведення більшості буддистських ритуалів, духовенство та миряни, співаючи молитви, підкидають дрібку борошна в повітря, щоб умилостивити духів.

## Вегетаріанські страви
Момо — це парові пельмені з начинкою з овочів, іноді обсмажені до рум'яної скоринки. Традиційно Момо подають з трьома соусами: соєвим, часниковим і соусом чилі.
Тхентхук — тип супу, який часто готують в холодну погоду, з локшиною і різними овочами.
Котхі, Котхі (Kothey, Kothe) — смажені момо.
Пхінг (Phing) — локшина або вермішель, приготована з борошна бобів мунг.
Річотсе (Richotse) — момо в супі.
Цамду (Tsam-du) — обсмажене ячне борошно, розведена тибетським чаєм або молоком до консистенції рідкої каші.
Церел (Tserel) — овочеві кульки.
Тінгмо (Tingmo) — тибетський хліб, приготовлений на пару.
Пале (Pale) — прісний печений коржик.
Цай (Tsay) — обсмажені овочі.
Що (Schio) — кисле молоко.
Марі (Mar) — вершкове яче масло.
Чура Лоен-па (Chura loen-pa) — м'який ячий сир.
Чура кампо (Chura kampo) — дуже твердий, сухий ячий сир.
Чхурпі (Chhurpi) — твердий копчений ячий сир.

## Традиційні напої
Традиційний напій Тибету — так зване «рисове вино». Для приготування цього напою беруть відварений рис, додають в нього особливі спеції, витримують протягом тижня, потім його відстоюють, і в результаті виходить слабоалкогольний (п'ять градусів) екзотичний напій. Популярне місцеве пиво Лхаса. В іншому, п'ють все те ж, що і західні люди — каву, соки, мінеральну воду.
Чанг — пиво зазвичай зварене з ячменю.
Особлива увага до чаю. «Справжній» тибетський чай не менш екзотичний, ніж «справжнє» рисове вино. Офіційно він називається «тибетський чай з Свіжозавареного чайного листя з маслом і сіллю».
Улюбленим тибетським напоєм є масляний чай, званий ча-Суйми або бо-ча. «Бо» -Бо-ча давня назва Тибету, «ча» — чай, дослівно тибетський чай. Готують його з пресованого ферментованого чаю «Пуер», листя якого уварюють кілька годин в молоці яка. Після чого чай переливають в олійницю, звану мдонг мо (mdong mo) і, додаючи вершкове ячье масло і сіль, збивають до однорідної консистенції. Тибетці випивають до сорока чашок чаю в день. За традицією, ча-Суйми п'ють маленькими ковтками. Щедрі господарі постійно доливають чай в чашу гостя, так, що йому рідко вдається випити повністю свою чашу. Щоб не образити господарів, краще залишити чай не зворушеним до моменту відходу.
Іншим популярним серед тибетців напоєм є ча Нгами (cha ngamo) — солодкий чай з молоком.
Також дуже популярний жасминовий чай.